# Sylvain Pilewski
Sylvain Pilewski, né le 12 août 1975, est un joueur de pétanque français. 

## Biographie
Il est gaucher et peut jouer aux trois postes (tireur, milieu ou pointeur).

## Clubs
- ?-? : PM Verneuil-l'Étang (Seine-et-Marne)
- ?-? : Melun (Seine-et-Marne)
- ?-? : Grandpuits (Seine-et-Marne)
- ?-? : Meaux (Seine-et-Marne)
- ?-? : PC Gretz Pontcarré (Seine-et-Marne)
- ?-? : Star Master's Barbizon (Seine-et-Marne)
- ?-? : Meaux (Seine-et-Marne)
- ?-2001 : AAS Fresnes (Val-de-Marne)
- 2002 : PC Claye-Souilly (Seine-et-Marne)
- 2004-2006 : PM Verneuil-l'Étang (Seine-et-Marne)
- 2007 : AAS Fresnes (Val-de-Marne)
- 2008 : Ponthierry (Seine-et-Marne)
- 2009-2015 : Ozoir-la-Ferrière Pétanque (Seine-et-Marne)
- 2016- : L'Académie des Petits Bouchons Itteville (Essonne)

## Palmarès[1]

### Séniors

#### Jeux mondiaux
Vainqueur
- Triplette 2005 (avec Simon Cortes et Sylvain Dubreuil) :  Équipe de France

#### Championnats de France
Champion de France
- Tête à tête 2004 : PM Verneuil-l'Étang